# لیندسی مور
لیندسی مور (انگلیسی: Lindsey Moore؛ زادهٔ ۳ ژوئن ۱۹۹۱) بازیکن بسکتبال اهل ایالات متحده آمریکا است.